# ورزشگاه مونایشی
ورزشگاه مونایشی (به قزاقی: Munaishy Stadium) یک ورزشگاه در قزاقستان است که در شهر آتیراو واقع شده‌است.